# Episodi de Die Camper (settima stagione)
La settima stagione della serie televisiva Die Camper è stata trasmessa in anteprima in Germania da RTL Television tra il 30 gennaio 2004 e il 30 aprile 2004.
| nº | Titolo originale     | Titolo italiano | Prima TV Germania | Prima TV Italia |
| -- | -------------------- | --------------- | ----------------- | --------------- |
| 1  | Die Sauna            | inedito         | 30 gennaio 2004   | inedito         |
| 2  | Der Manni            | inedito         | 6 febbraio 2004   | inedito         |
| 3  | Der Retter           | inedito         | 13 febbraio 2004  | inedito         |
| 4  | Die Bestie           | inedito         | 20 febbraio 2004  | inedito         |
| 5  | Nachbarschaftshilfe  | inedito         | 27 febbraio 2004  | inedito         |
| 6  | Die Tote im See      | inedito         | 5 marzo 2004      | inedito         |
| 7  | Benno auf Rädern     | inedito         | 12 marzo 2004     | inedito         |
| 8  | Golf                 | inedito         | 19 marzo 2004     | inedito         |
| 9  | Der Führerschein     | inedito         | 26 marzo 2004     | inedito         |
| 10 | Die Jagdgesellschaft | inedito         | 2 aprile 2004     | inedito         |
| 11 | Frühlingsgefühle     | inedito         | 16 aprile 2004    | inedito         |
| 12 | Das Pullerbecken     | inedito         | 23 aprile 2004    | inedito         |
| 13 | Der Fahnder          | inedito         | 30 aprile 2004    | inedito         |